# Arroyo Cerezo
Arroyo Cerezo, también conocido popularmente como «El Royo», es una aldea del municipio de Castielfabib, en la comarca del Rincón de Ademuz, Valencia (Comunidad Valenciana, España).

## Geografía

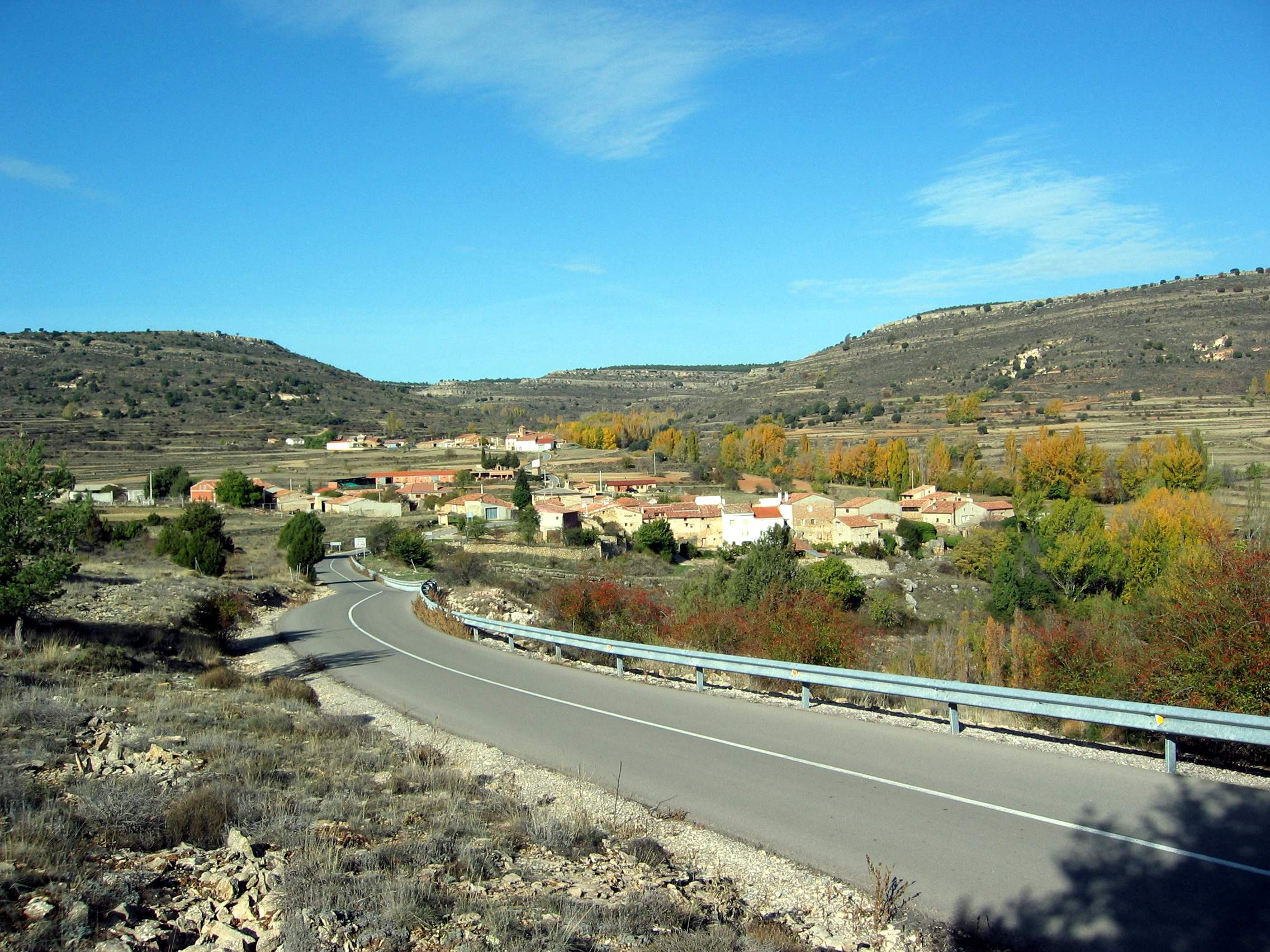
Vista parcial de Arroyo Cerezo desde la CV-483, con detalle de la «Muela del Royo» al fondo.

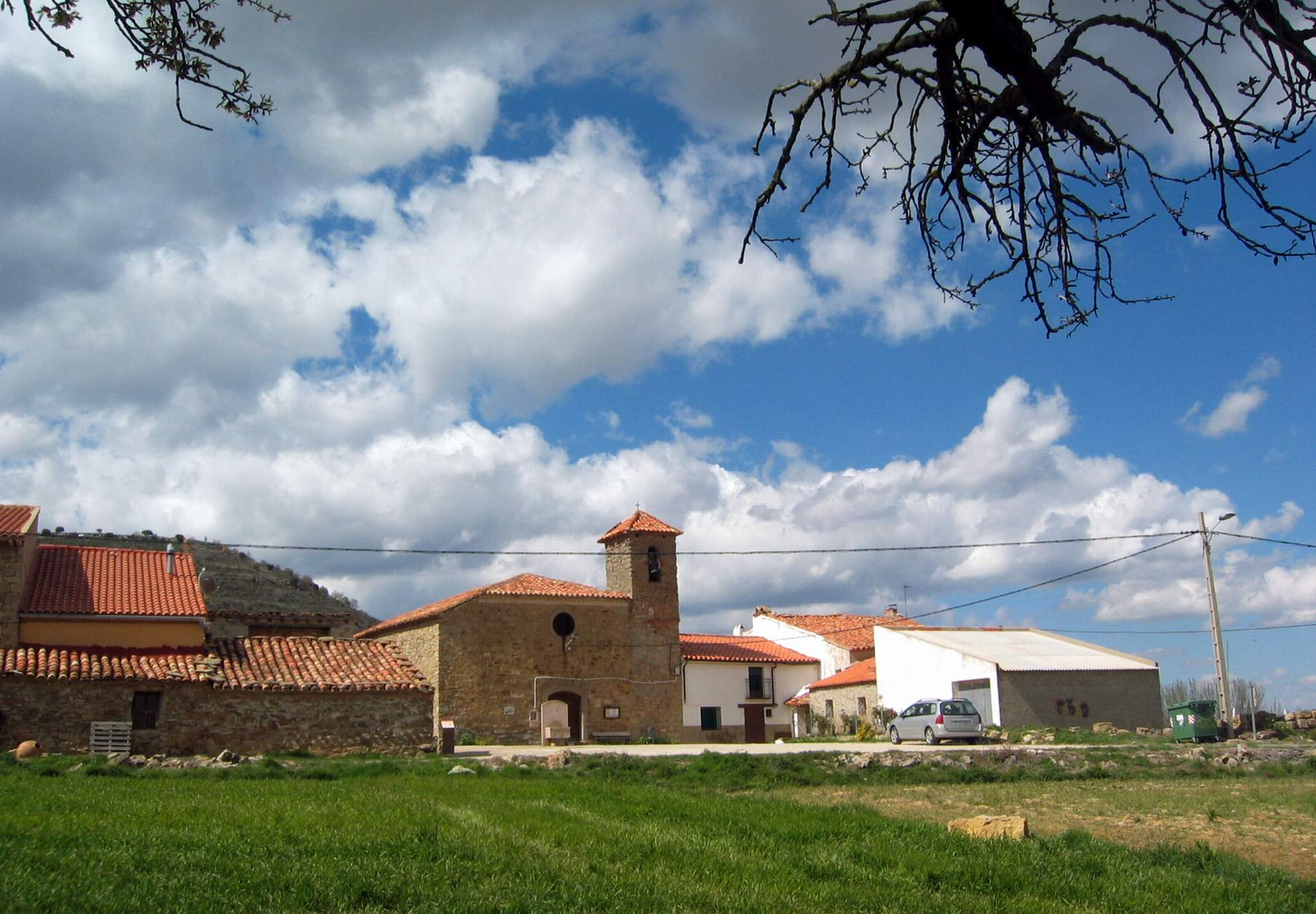
Vista parcial de Arroyo Cerezo con detalle del templo parroquial.

Está situado en la parte más occidental de la comarca, en el límite entre los territorios de Aragón y Castilla-La Mancha, según las referencias históricas, se trata de un asentamiento antiguo. El núcleo de Arroyo Cerezo se asienta en la parte más elevada del Rincón, en un altiplano de 1340 m s. n. m. situado a los pies de la «Muela del Royo» y al lado diestro del riachuelo del Regajo. Es el núcleo de población más elevado de la Comunidad Valenciana. A pesar de la elevación, el terreno es llano y la disponibilidad de agua permite el cultivo de las tierras del Arroyo Cerezo.
Cerca de esta aldea se encuentre el pico de la Cruz de los Tres Reinos (1555 m s. n. m.), donde confluyen los antiguos reinos de Aragón, Castilla y Valencia.- Esta montaña se enmarca en las últimas estribaciones de los Montes Universales.
El clima es frío y propio de tierras elevadas, con largos y rigurosos inviernos, así como cortos y frescos veranos. Las lluvias son escasas y las heladas frecuentes.

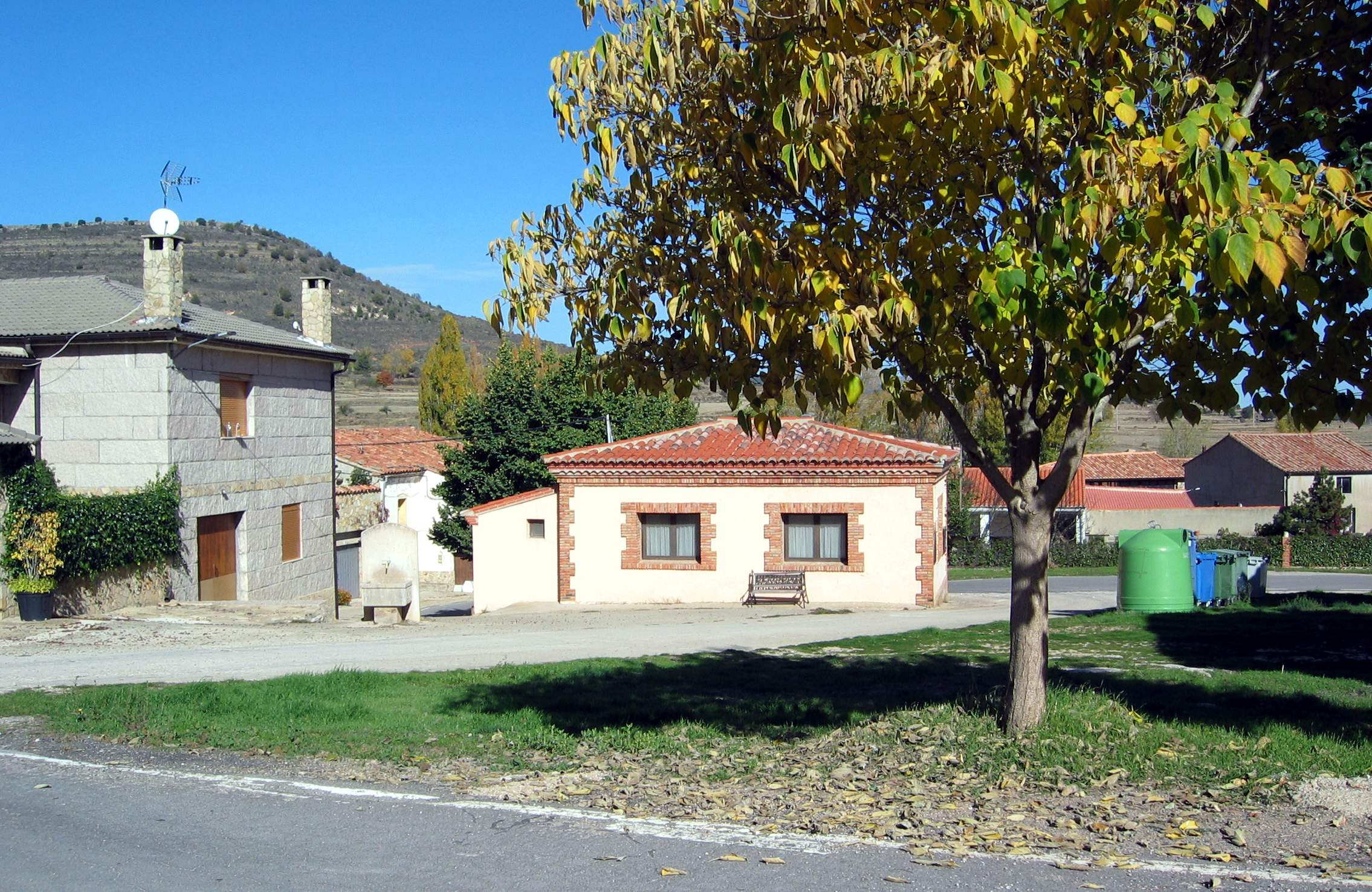
Vista meridional del edificio de las antiguas Escuelas Nacionales, hoy «Consultorio Médico-Sanitario».

## Demografía
A mediados del siglo XIX contaba con unos 200 habitantes, 51 casas en 1860, volumen que mantuvo estancado sobre los 200 residentes hasta 1950, con un máximo de 265 en el año 1900. Posteriormente se inició un descenso rápido de la población y como consecuencia de este, la población se ha visto reducida a 33 habitantes en 1991 y 39 en 1996, cifras que duplican el número de residentes efectivos. En 2011 vivían 15 habitantes.

## Patrimonio

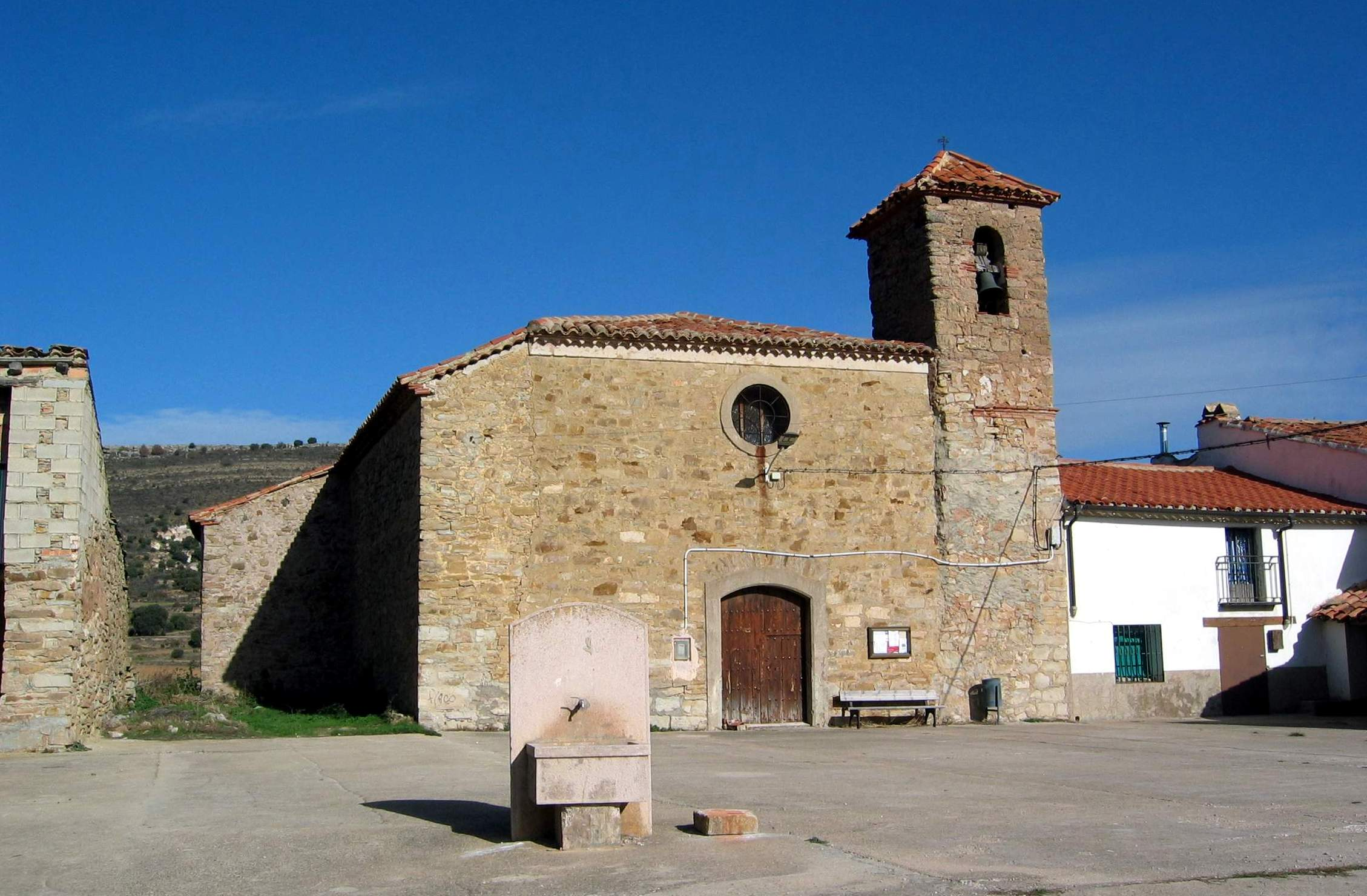
Vista frontal (meridional) de la iglesia parroquial de Arroyo Cerezo, con detalle de la fuente.

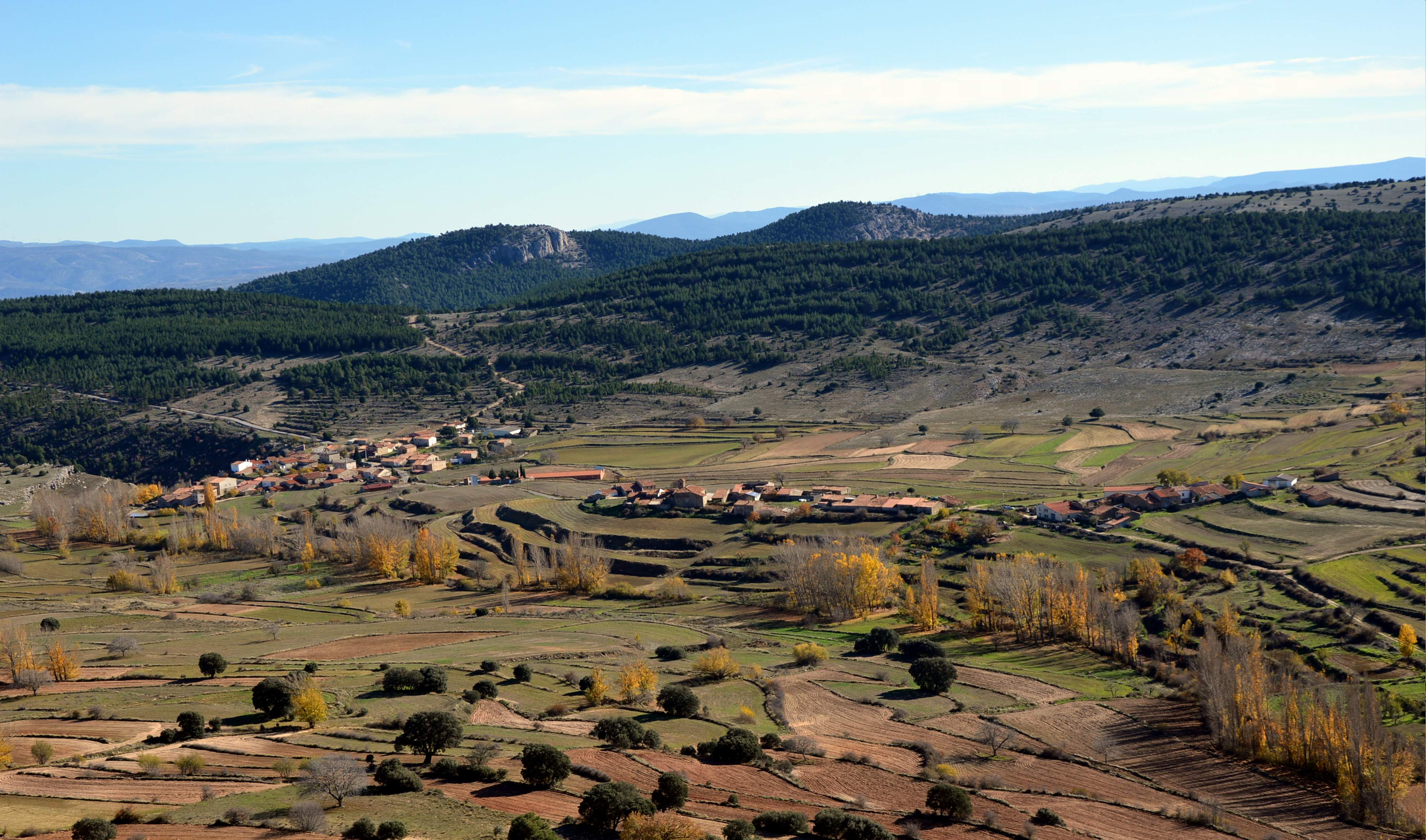
Panorámica desde la Muela del Royo en Arroyo Cerezo (Castielfabib), con los tres barrios que conforman la aldea: de Abajo, de la Iglesia o de Enmedio y de Arriba (2015).

La aldea de Arroyo Cerezo se dispone en tres núcleos o barrios diferenciados: el «Barrio de Arriba», el «Barrio de Enmedio» y el «Barrio de Abajo». En el «Barrio de Enmedio» está situada la modesta Iglesia Parroquial de San Joaquín y Santa Bárbara,- del siglo XVII, de estilo neoclásico mezclado con el estilo típico de la comarca. 
La antigua escuela, actual consultorio médico, se encuentra en el «Barrio de Abajo», y a medio camino entre el «Barrio de Abajo» y el «Barrio de Enmedio» se halla el Cementerio municipal.-

## Fiestas
Las Fiestas Mayores de la aldea se celebran en agosto, los días 18, 19 y 20 de agosto en los cuales se sacan a los Santos Patrones en procesión y se organizan actos populares y religiosos. En el mes de mayo se celebran los tradicionales Mayos.

## Personajes
- Fray Buenaventura de Arroyo Cerezo, bautizado como Tomás Díaz Díaz, fraile capuchino nacido en la localidad el 7 de marzo de 1913, asesinado en La Sagrera (Barcelona), durante la Revolución Española de 1936, el 26 de agosto de ese año, y beatificado en la catedral de Barcelona el sábado, día 21 de noviembre de 2015.[10]

## Galería

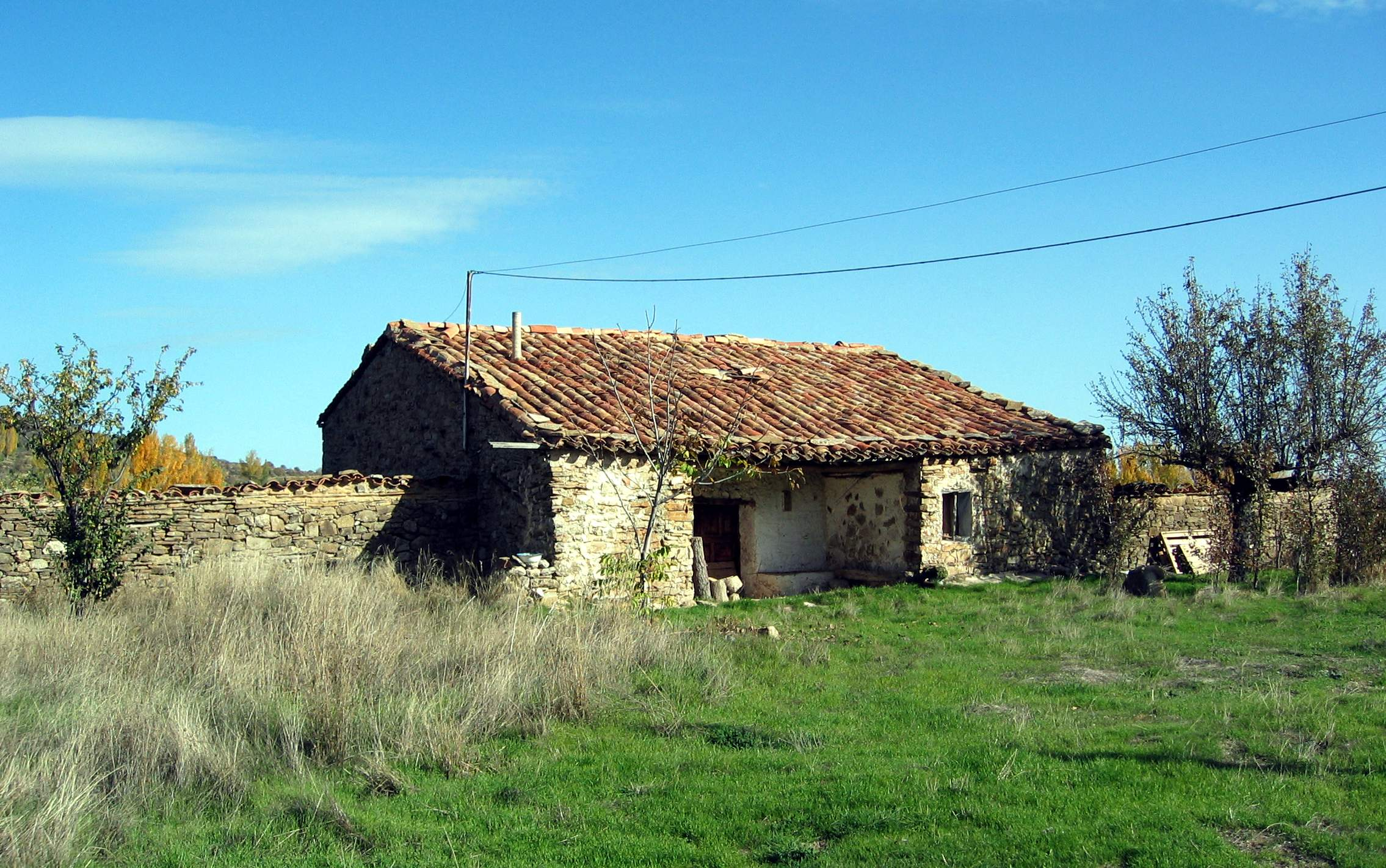
Vista de construcción tradicional (vernacular) en Arroyo Cerezo, Castielfabib (Valencia), con detalle del porche.
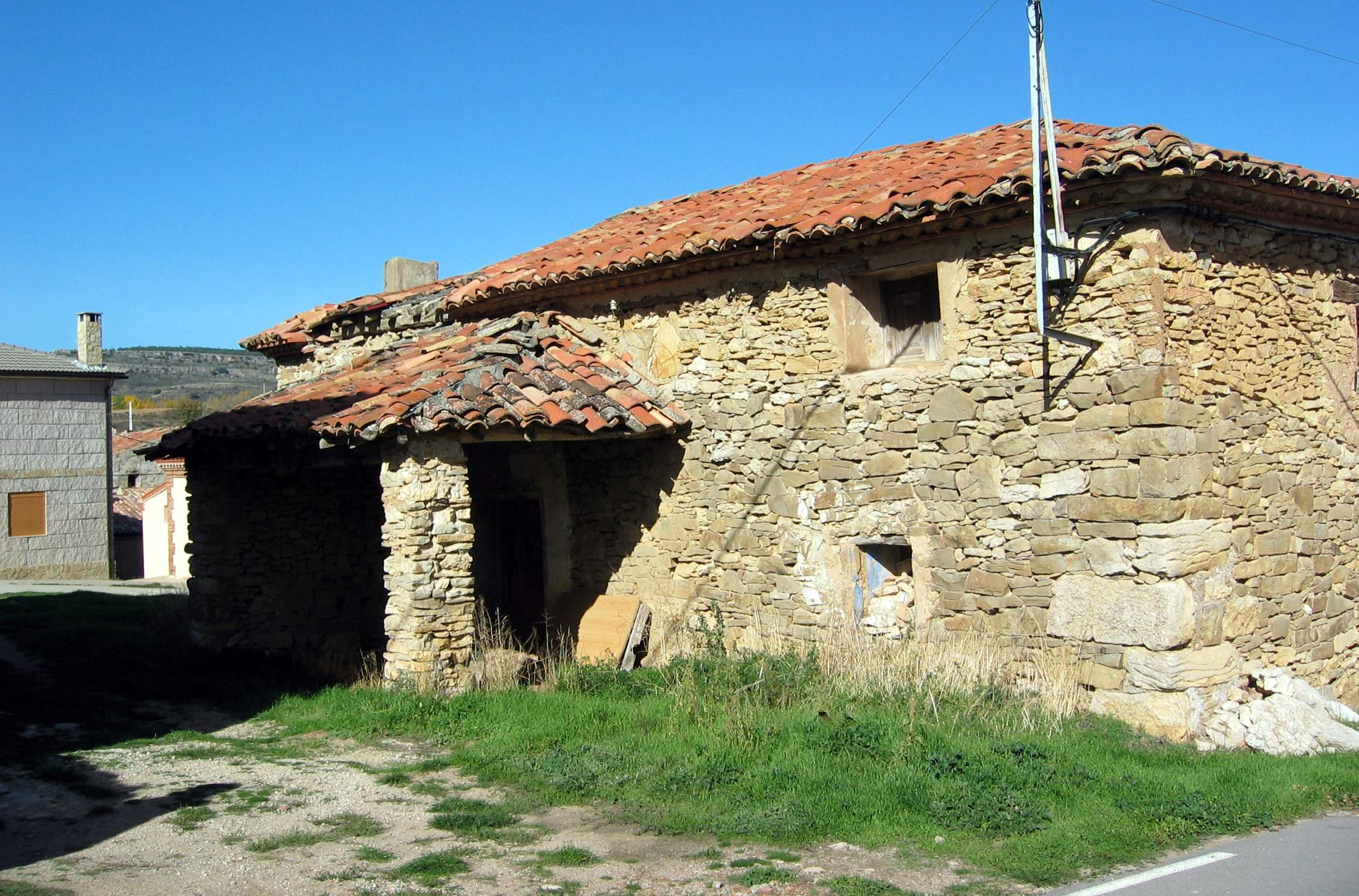
Vista de construcción tradicional (vernacular) en Arroyo Cerezo, Castielfabib (Valencia), con detalle del porche.
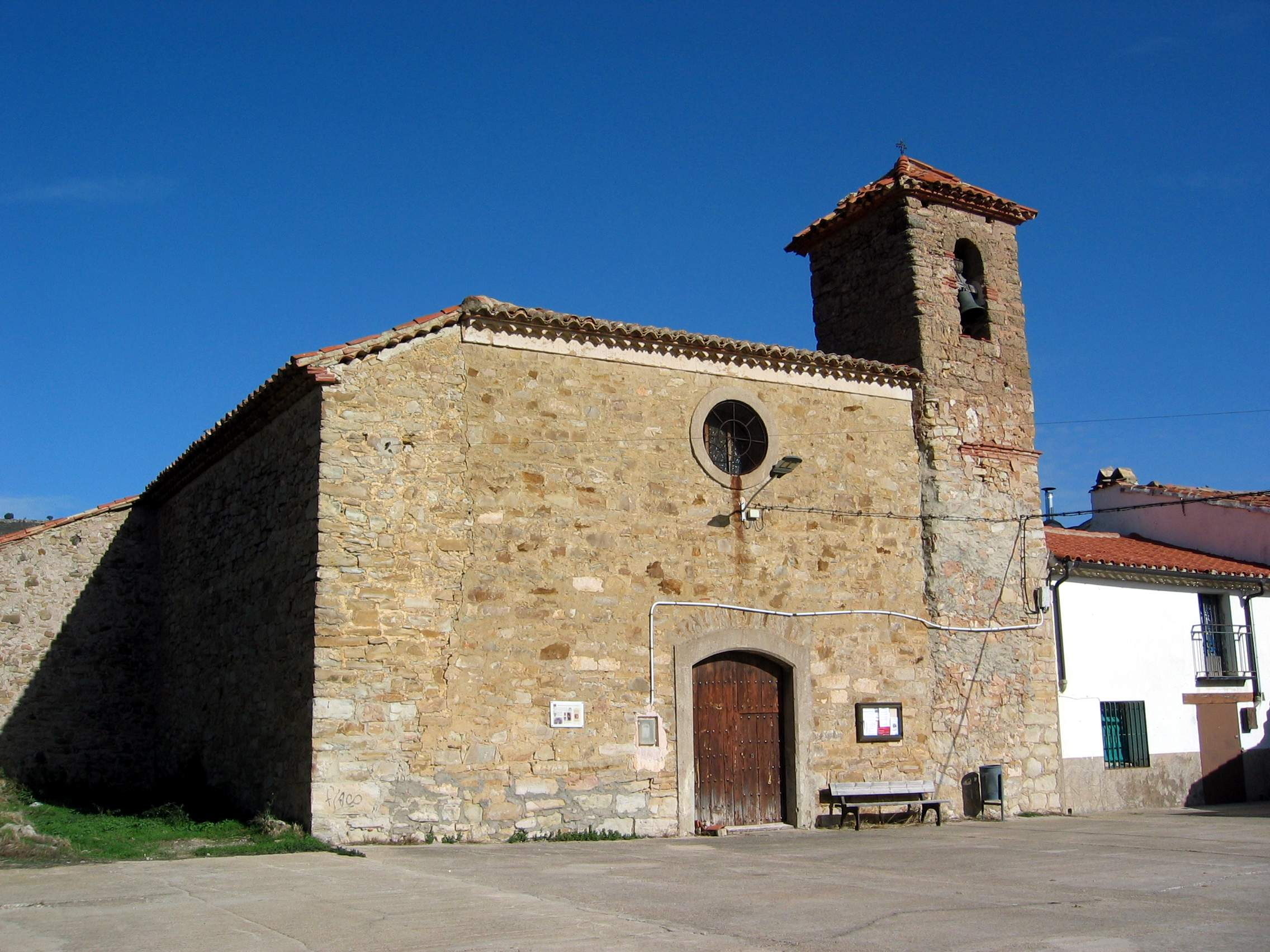
Vista frontal (meridional) de la iglesia parroquial de Arroyo Cerezo, Castielfabib (Valencia), año 2016.
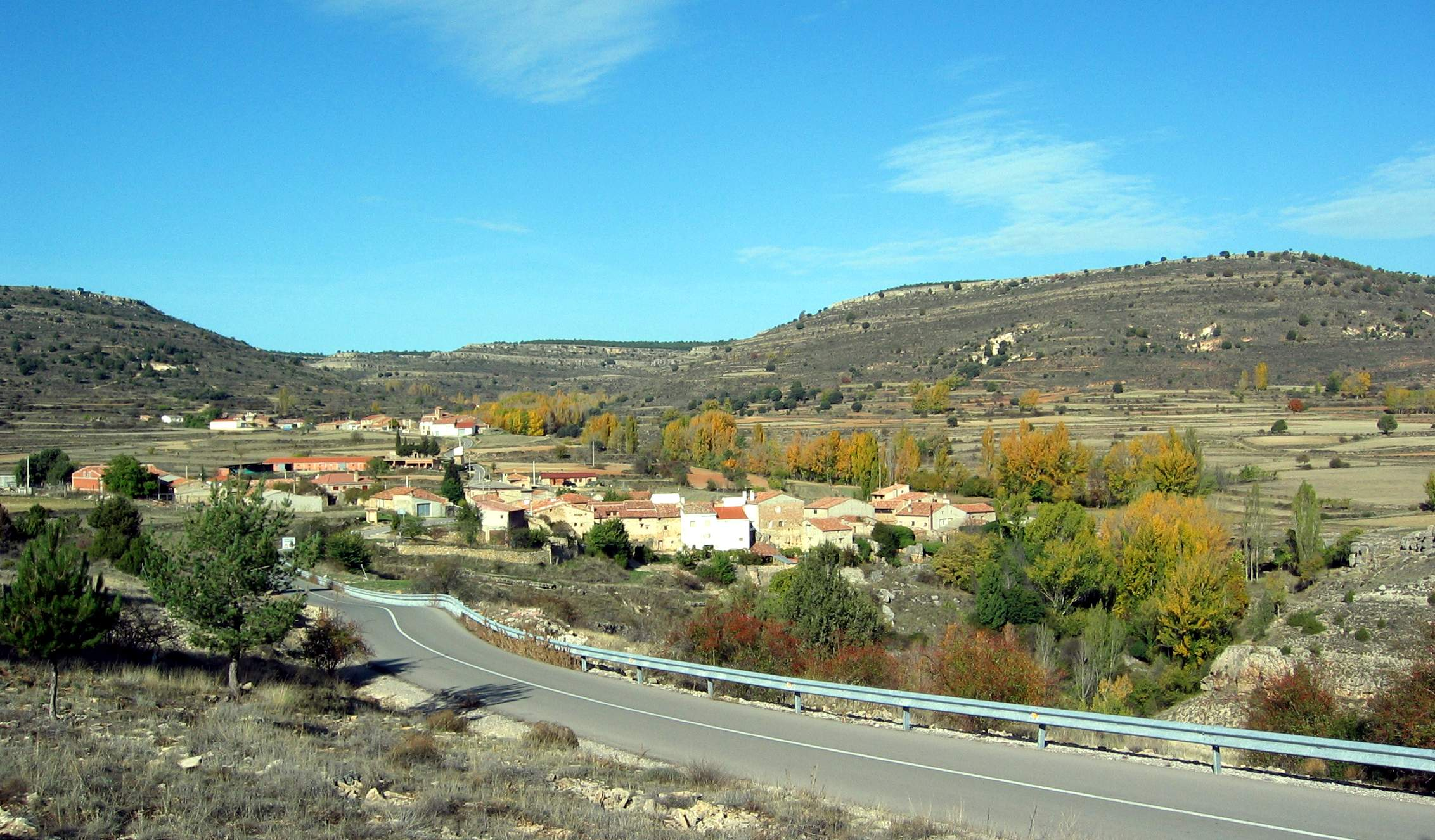
Vista parcial de Arroyo Cerezo, Castielfabib (Valencia), desde la CV-483, con detalle de la Muela del Royo al fondo, otoño 2016.
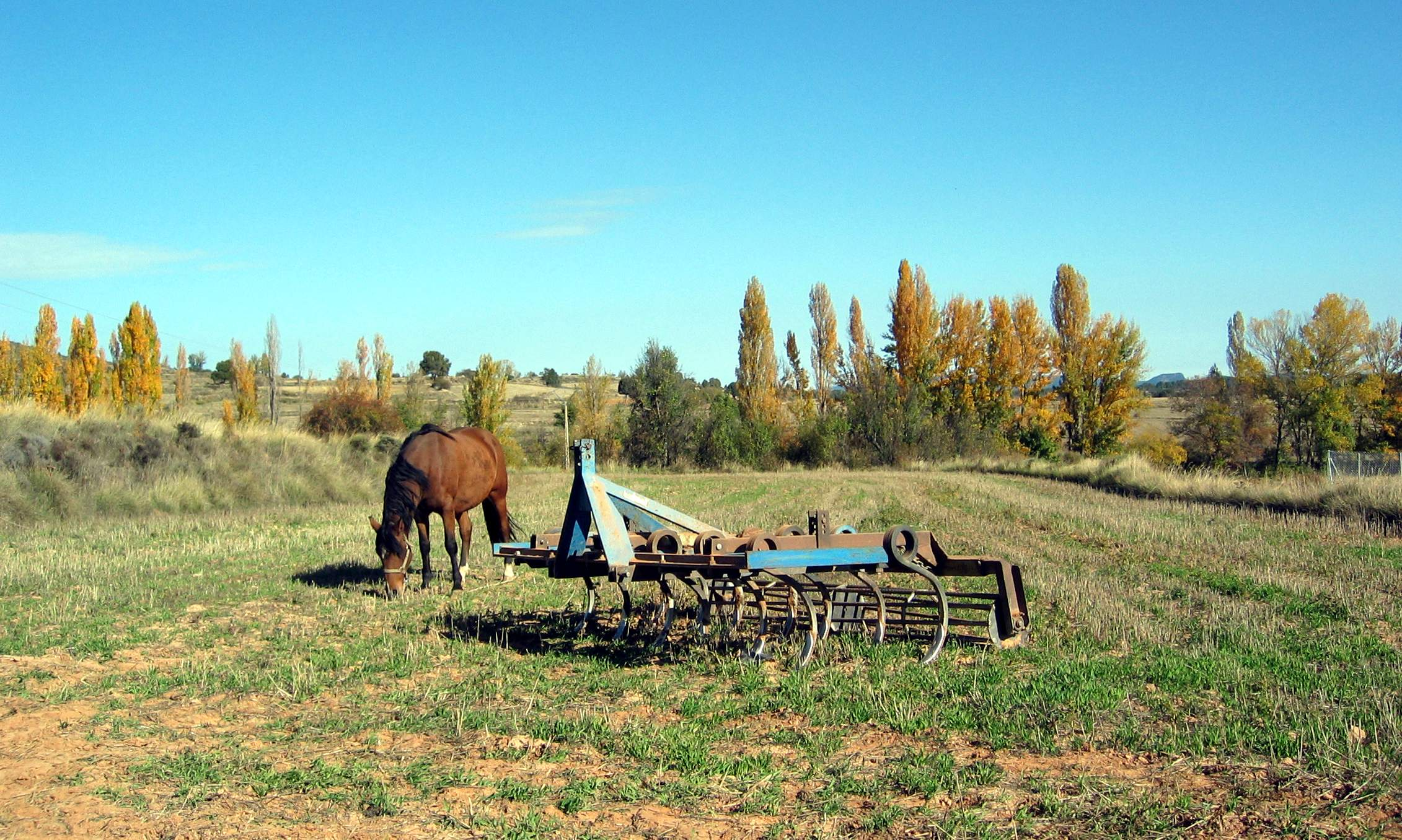
Paisaje rural con caballo pastando y apero de labranza en Arroyo Cerezo, Castielfabib (Valencia), otoño 2016.
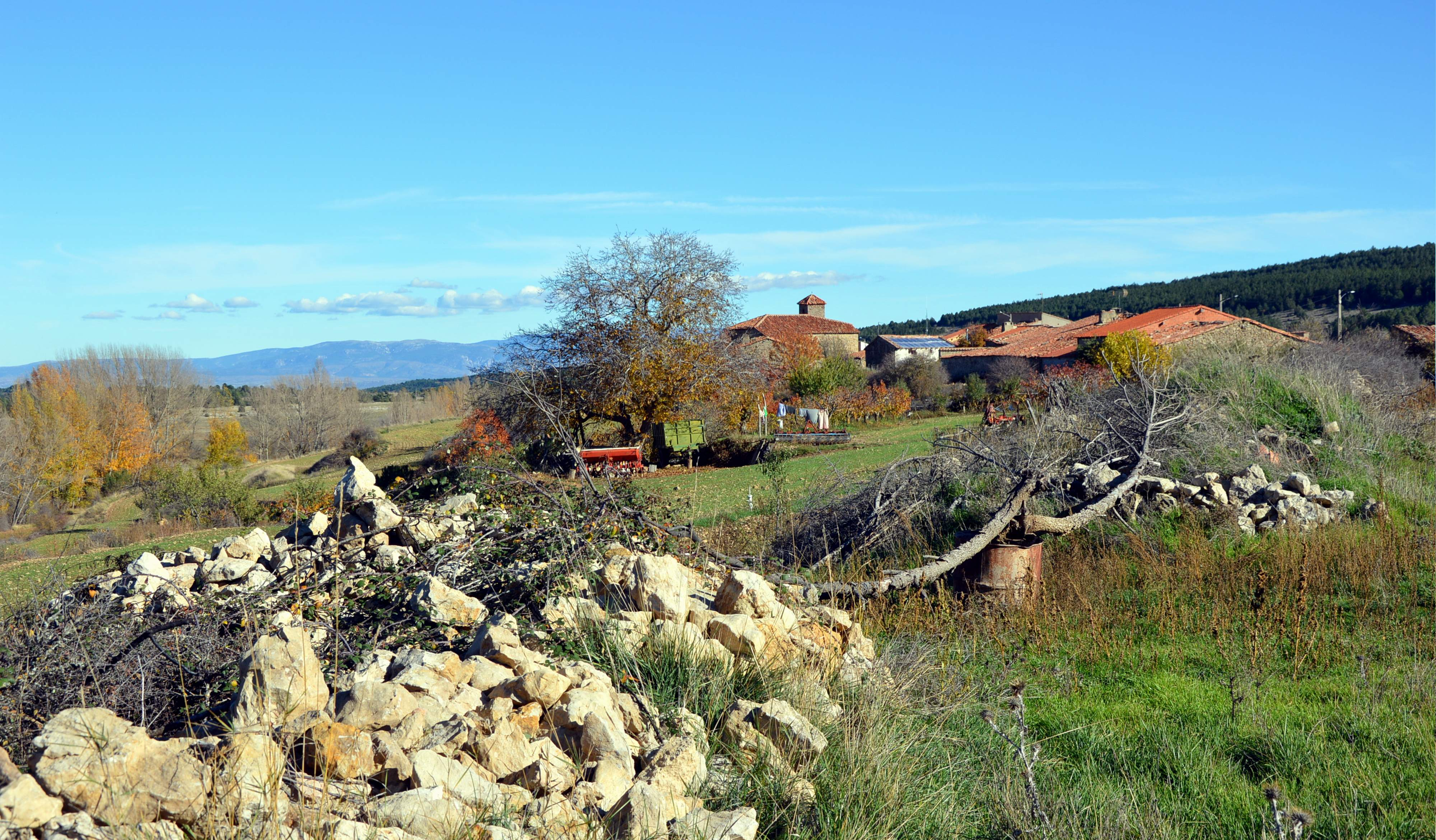
Paisaje rural en Arroyo Cerezo (Castielfabib), con la iglesia parroquial al fondo (2015).
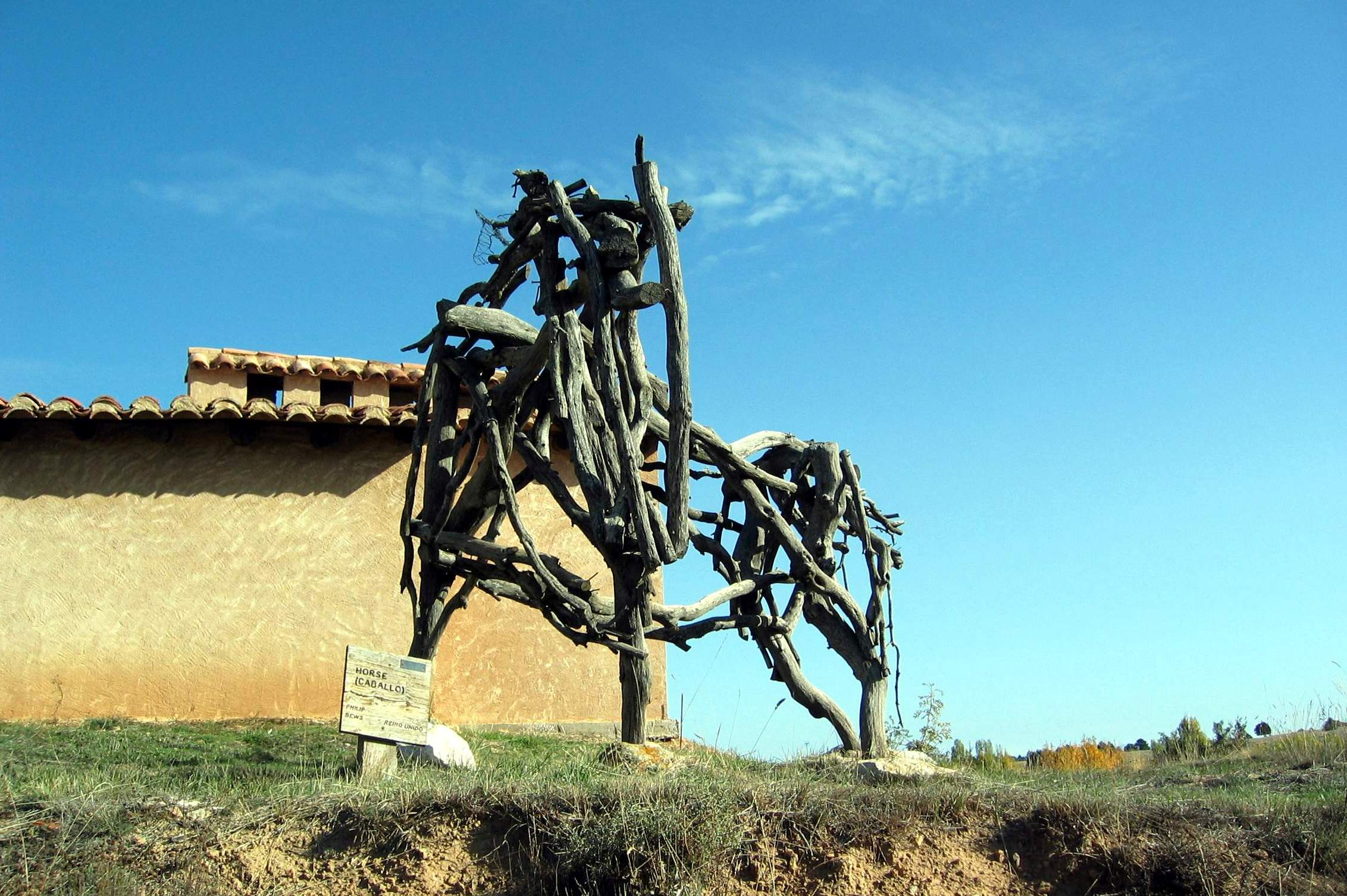
Detalle de escultura al aire libre con ramas -Horse-, en Arroyo Cerezo (Castielfabib), 2015.
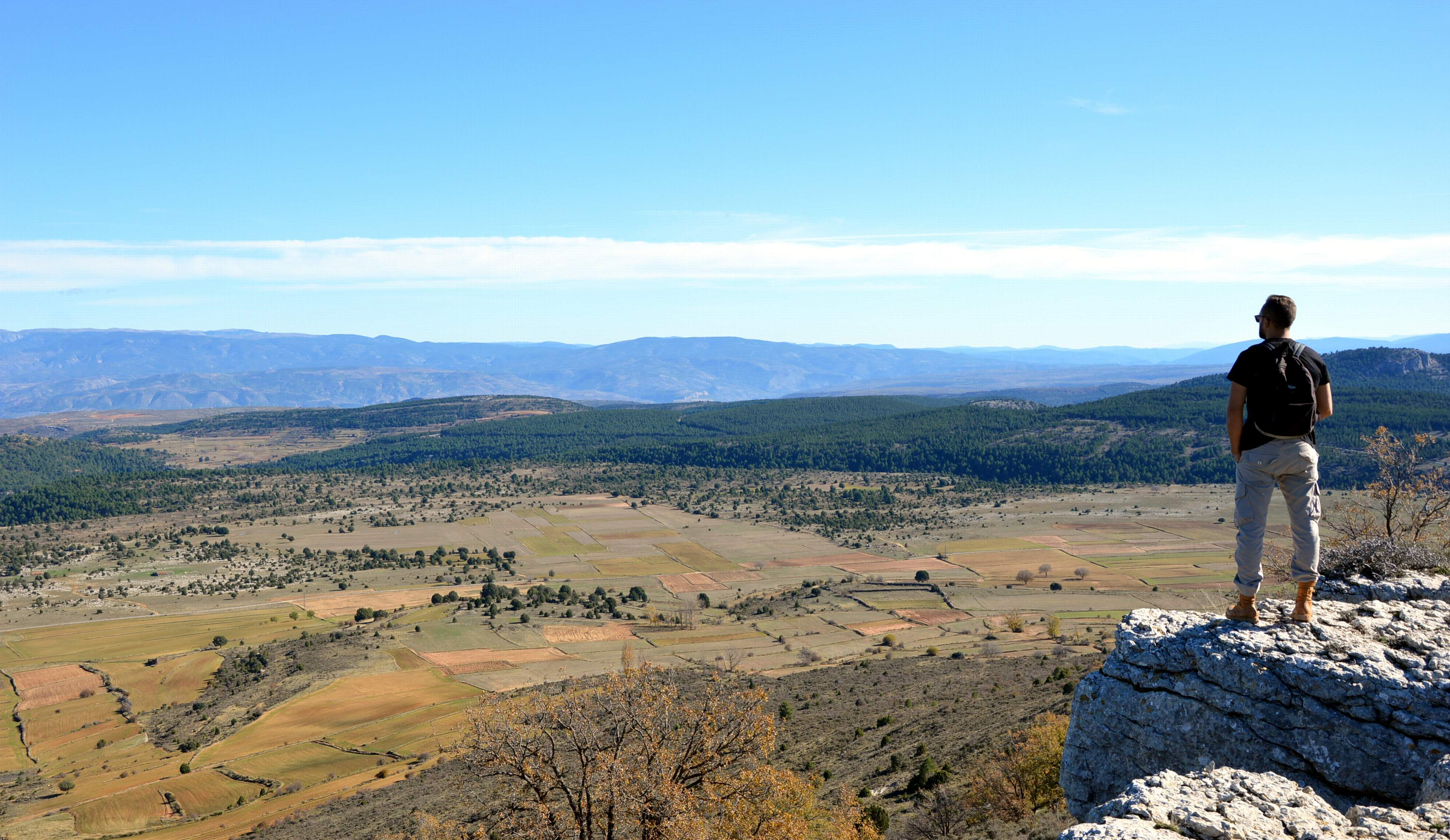
Panorámica desde la Muela del Royo en Arroyo Cerezo (Castielfabib), el campo del Royo a los pies y las estribaciones de la Sierra de Javalambre al fondo (2015).